# Typhlops stadelmani
Typhlops stadelmani là một loài rắn trong họ Typhlopidae. Loài này được Schmidt mô tả khoa học đầu tiên năm 1936.